# The Hero (film, 2017)
Pour les articles homonymes, voir The Hero.
Pour plus de détails, voir Fiche technique et Distribution.
The Hero (Le Héros) est un film américain de 2017 réalisé et monté par Brett Haley et écrite par Haley et Marc Basch. Il est interprété par Sam Elliott, Laura Prepon, Krysten Ritter, Nick Offerman et Katharine Ross. Ce film suit le parcours d'une star de cinéma vieillissante et malade en phase terminale.
Le film a été présenté au Festival du film de Sundance le 21 janvier 2017 et est sorti en salles le 9 juin 2017, distribué par The Orchard.

## Synopsis
Lee Hayden (Sam Elliott) est une icône vieillissante de l'Ouest avec sa voix d'or. Mais ses plus belles performances sont désormais à des décennies derrière lui. Il passe ses journées à revivre ses vieilles gloires et fumer de la marijuana avec un ex-compagnon devenu dealer, Jeremy (Nick Offerman), jusqu'à ce qu'un cancer lui soit diagnostiqué. Cette annonce chamboule comme une évidence ses priorités. Entamant une aventure passionnante et des relations difficiles avec une comique de stand-up, Charlotte (Laura Prepon), il tente de renouer avec sa fille, Lucy (Krysten Ritter), tout en recherchant un dernier rôle marquant en guise d'héritage.

## Distribution
- Sam Elliott (VF : Benoît Allemane) : Lee Hayden
- Laura Prepon (VF : Vanina Pradier) : Charlotte Dylan
- Krysten Ritter (VF : Flora Brunier) : Lucy Hayden
- Nick Offerman (VF : Bernard Métraux) : Jeremy Gel
- Katharine Ross (VF : Françoise Pavy) : Valarie Hayden
- Max Gail (VF : Achille Orsoni) : Gary

 Source et légende : version française (VF) sur RS Doublage

## Production
Le 20 avril 2016, il est confirmé que Sam Elliott tiendrait le rôle principal dans The Hero, réalisé et co-écrit par Brett Haley. Les autres membres de la distribution incluant Laura Prepon, Krysten Ritter, Nick Offerman, Katharine Ross, épouse d'Elliott dans la vie.
Le tournage a eu lieu autour de Los Angeles et a duré 18 jours.

## Sortie cinéma
Le film a eu sa première mondiale au Festival du Film de Sundance, le 21 janvier 2017,. Peu de temps après, The Orchard a acquis les droits de distribution du film. Il a commencé à être distribué le 9 juin 2017.

### Critique
Sur l'agrégateur Rotten tomatoes, le film a une valeur d'approbation de 78% sur la base de 106 avis, avec une note moyenne de 6.4/10. Le site de critique écrit, "The Hero repose sur la sobre performance de Sam Elliott, qui s'avère plus que capable de porter le film à travers les moments les moins inspirés de son histoire". Sur Metacritic, qui utilise une moyenne pondérée, le film obtient un score de 61 sur 100, basé sur 28 les critiques, en indiquant "des critiques généralement favorables".